# Vantaa

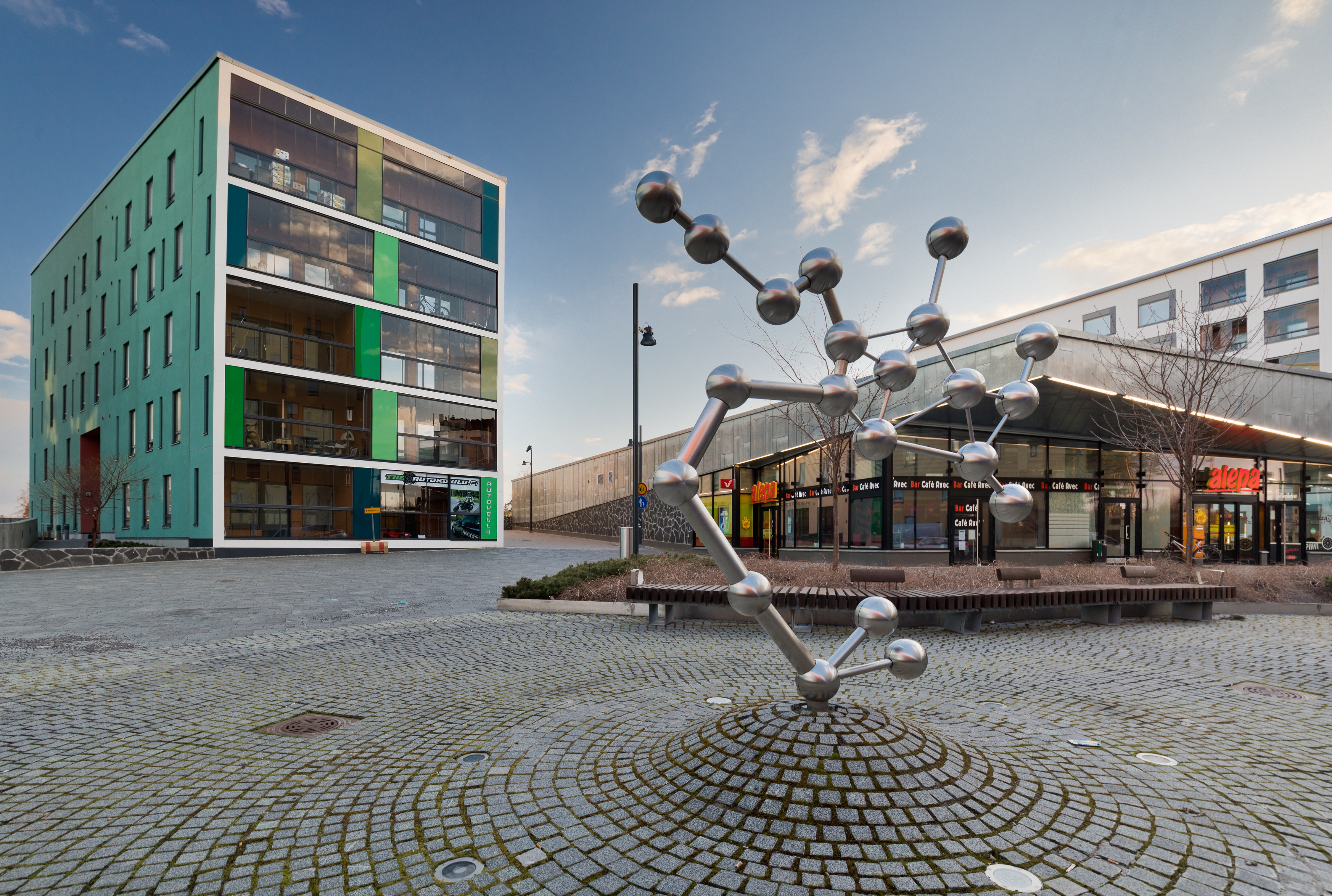
Plaza en Leinelä

Vantaa ([ˈʋɑntɑː], en sueco: Vanda [ˈvɑnːdɑ]ⓘ) es una ciudad situada en el área metropolitana de Helsinki, en la región de Uusimaa. Tiene una población estimada, en septiembre de 2024, de 250 398 habitantes.
Es la ciudad de mayor crecimiento de Finlandia. Sus puntos fuertes son sus zonas residenciales distintivas, sus buenas conexiones de transporte y su actividad comercial internacional.
La ciudad tiene una superficie total de 240.34 kilómetros cuadrados, de los cuales 1.96 km² están cubiertos de agua.
El aeropuerto más grande de Finlandia, y el principal aeropuerto y centro de operaciones de las aerolíneas del área metropolitana de Helsinki, el aeropuerto de Helsinki-Vantaa, está situado en la localidad.
Al 31 de diciembre de 2023, el 70.9% de la población habla finlandés y el 2.2% habla sueco como primera lengua. El 26.9% de la población habla una lengua materna distinta del finés o el sueco.

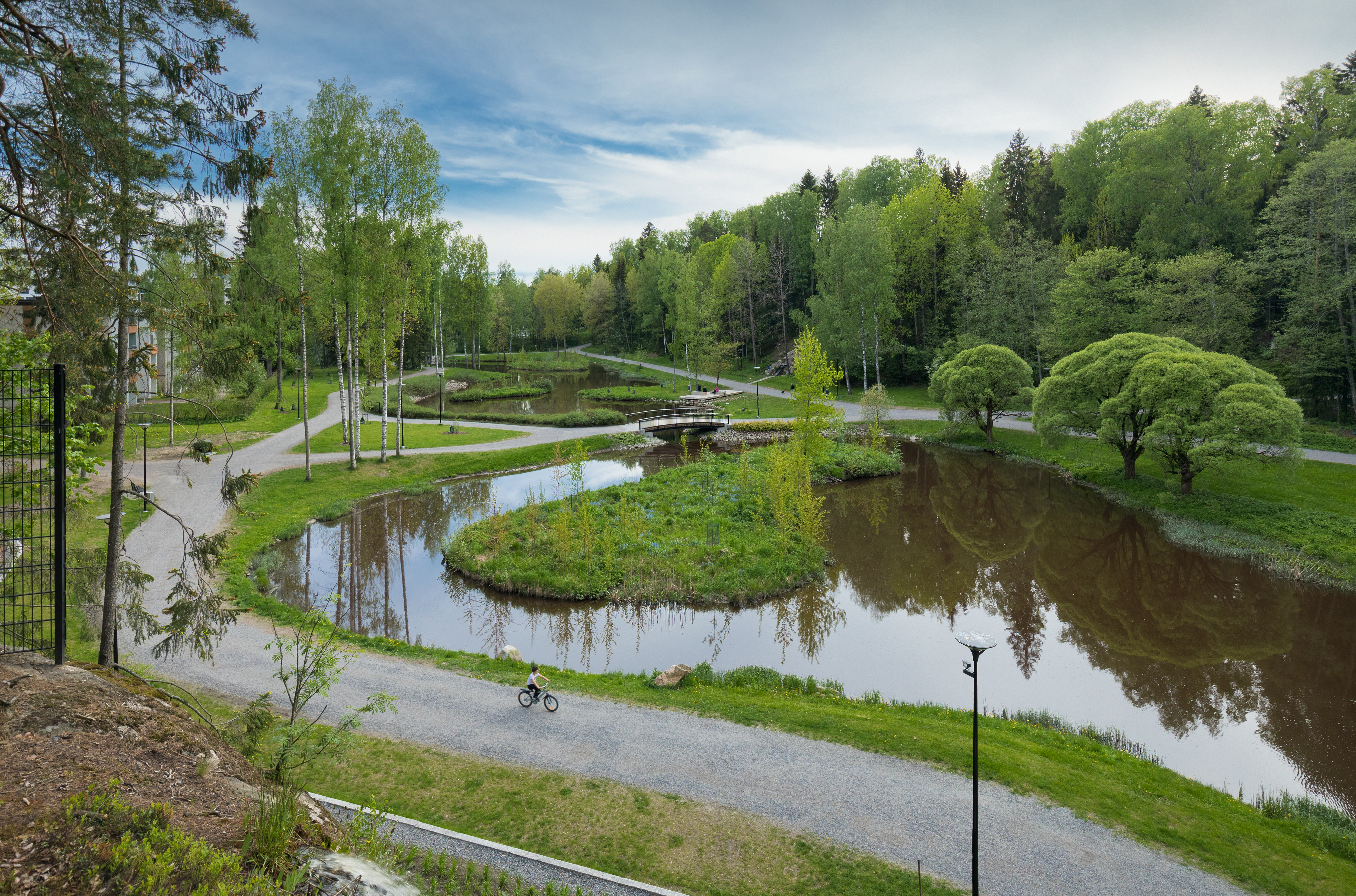
Parque Ankkapuisto

## Historia
Vantaa tiene una rica historia que se remonta a la Edad de Piedra. La zona estuvo habitada por tavastianos y finlandeses propiamente dichos hasta la llamada "segunda cruzada a Finlandia" y la colonización sueca de la zona.
La ciudad era conocida como Helsingin pitäjä (parroquia de Helsinki) hasta el siglo XIX. En 1865 pasó a llamarse Helsingin maalaiskunta (Municipio rural de Helsinki). Se convirtió oficialmente en ciudad en 1974.

## Demografía
| Gráfica de evolución demográfica de Vantaa entre 1890 y 2024 |
|                                                              |